# 쉐보레 트랙스
쉐보레 트랙스(Chevrolet Trax)는 한국GM이 개발을 주도한 소형 스포츠 유틸리티 자동차(SUV)로, 아베오의 전륜구동 플랫폼을 기반으로 개발되어 2013년 2월에 출시했다. 2007년에 컨셉트 카로 발표된 트랙스가 있지만, 당시 발표하였던 트랙스 컨셉트 카는 경차임에 따라 차명을 제외하면 전혀 연관성이 없다. 오펠 모카, 뷰익 앙코르, 쉐보레 트레일블레이저, 쉐보레 트래커와 같은 플랫폼을 공용하는 형제차다.
전륜구동과 4륜구동 모두 나오지만, 대한민국에는 전륜구동 사양만 판매 중이다. 7년 후 출시한 트레일블레이저는 대한민국 내수용에도 4륜구동을 적용한다.

## 1세대(U200)

### 트랙스(2013년2월~2016년10월)

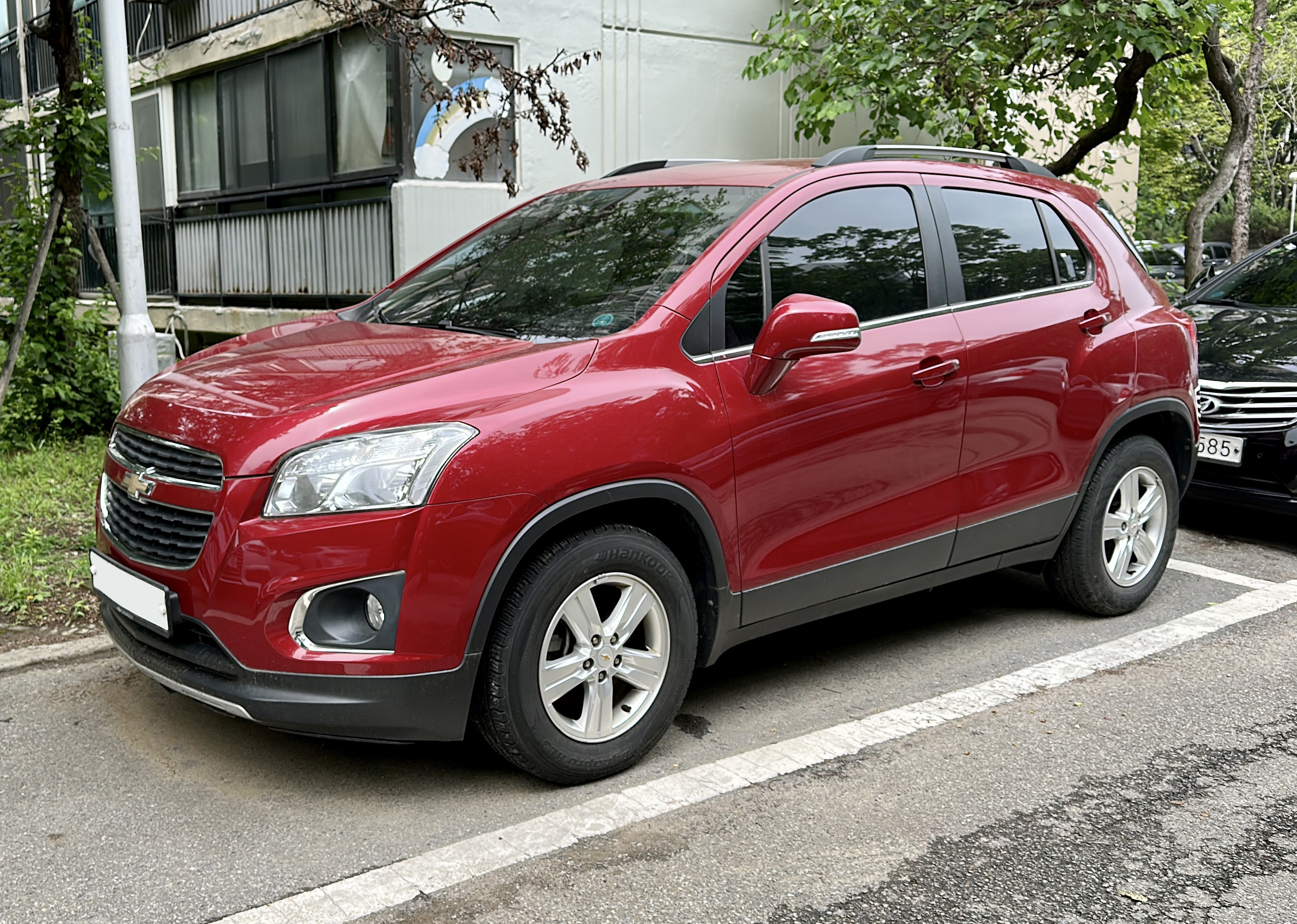
쉐보레 트랙스 정측면

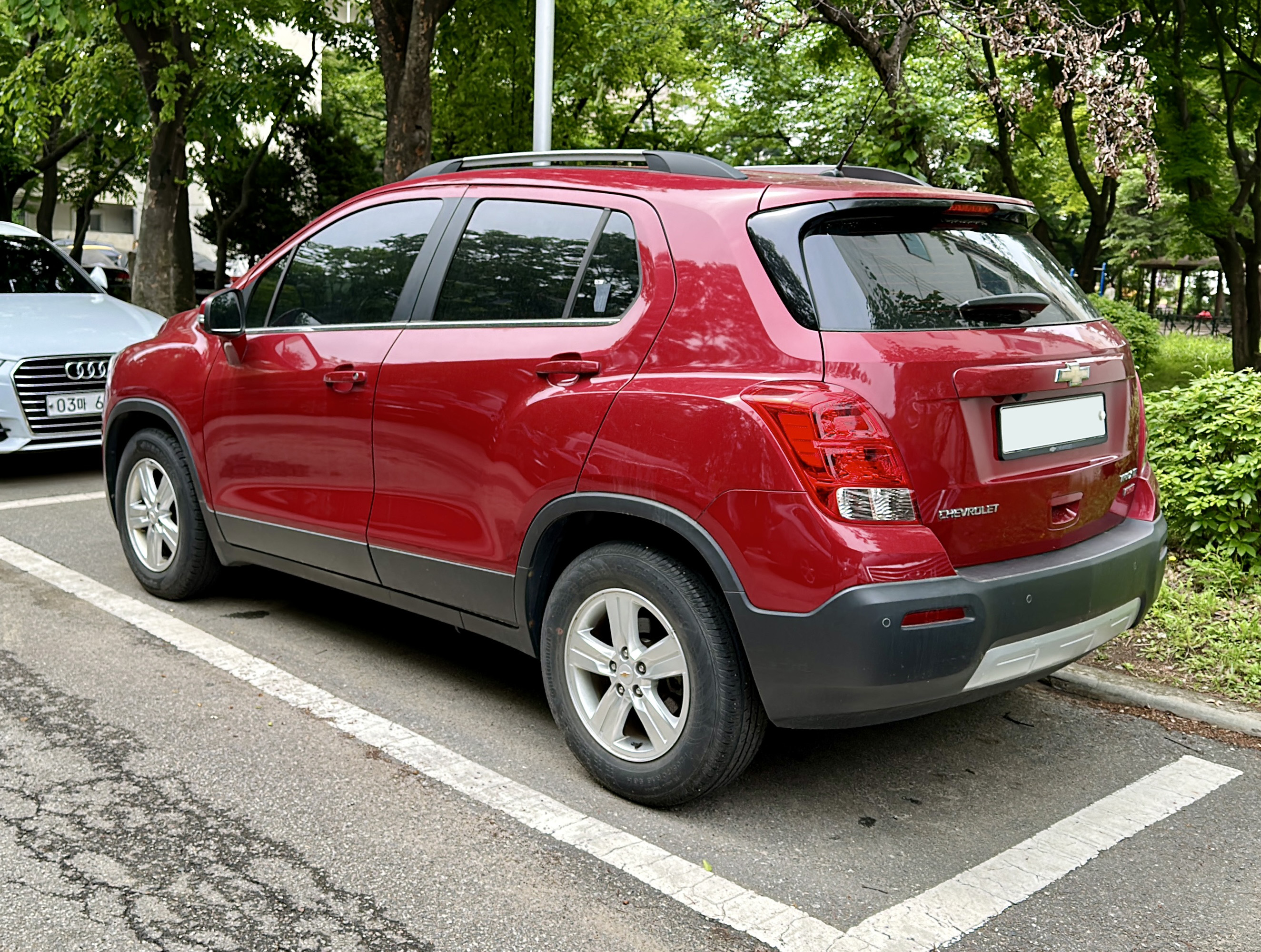
쉐보레 트랙스 후측면

대한민국에는 2013년 2월 20일에 출시되어 2월 25일부터 판매되기 시작했다. 1.4ℓ 가솔린 MPI 터보 엔진이 장착됐고, 이 엔진은 이후 아베오와 크루즈도 공용했다. 여기에 신형 Gen Ⅱ 6단 자동변속기를 조합해 향상된 변속 응답성과 변속 타이밍을 구현했다. 뒷 좌석에 6:4 폴딩 시트를 적용하고, 앞 좌석 조수석이 평평하게 접힐 수 있게 설계돼 필요에 따라 총 8가지의 다양한 공간을 연출할 수 있다. 센터페시아 상단, 도어 트림, 운전석과 조수석 사이 4개의 컵 홀더 등 다양한 수납 공간을 마련했다. 타이어 공기압 경보 장치와 센터 콘솔 뒷면에 220V AC 전원 아웃렛을 전 트림에 기본 사양으로 적용했다. 2014년 4월 15일에는 중국과 북아메리카에서도 출시되었다. 그 해 7월 7일에 선보인 2015년형은 신규 18인치 알루미늄 휠이 적용됐고, 가죽 시트가 적용된 LT 레더 패키지 트림이 신설됐다. 2015년 4월 1일에는 크롬 테일 게이트 핸들, 전용 플로어 매트, 카고 트레이 등이 더해진 프리미엄 에디션 트림이 신설됐다. 2015년 7월 23일에는 9월 출시에 앞서 1.6ℓ 커먼레일 디젤 엔진(TD) 모델의 사전 계약이 시작되었다. 같은 해 10월 12일에는 블랙 바디 컬러와 스페셜 데칼, 17인치 블랙 알루미늄 휠 등이 적용된 퍼펙트 블랙 에디션 트림이 선보였다.

#### 제원
| 구분                 | 1.4ℓ 가솔린 터보                        | 1.6ℓ 디젤                               |
| -------------------- | --------------------------------------- | --------------------------------------- |
| 전장 (mm)            | 4,245                                   | 4,245                                   |
| 전폭 (mm)            | 1,775                                   | 1,775                                   |
| 전고 (mm)            | 1,670                                   | 1,670                                   |
| 축거 (mm)            | 2,555                                   | 2,555                                   |
| 윤거 (전, mm)        | 1,540                                   | 1,540                                   |
| 윤거 (후, mm)        | 1,540                                   | 1,540                                   |
| 승차 정원            | 5명                                     | 5명                                     |
| 변속기               | 자동 6단                                | 자동 6단                                |
| 서스펜션 (전/후)     | 맥퍼슨 스트럿/토션 빔                   | 맥퍼슨 스트럿/토션 빔                   |
| 구동 형식            | 전륜구동                                | 전륜구동                                |
| 엔진 형식            | K14NET                                  | LVL                                     |
| 연료                 | 가솔린                                  | 디젤                                    |
| 배기량 (cc)          | 1,362                                   | 1,598                                   |
| 최고 출력 (ps/rpm)   | 140/4,900                               | 135/4,000                               |
| 최대 토크 (kg*m/rpm) | 20.4/1,850~4,900                        | 32.8/2,250                              |
| 연료 탱크 용량 (ℓ)   | 53                                      | 52                                      |
| 요소수 탱크 용량 (ℓ) | -                                       | -                                       |
| 공차 중량 (kg)       | 1,370(자동 6단)                         | 1,415(자동 6단)                         |
| 연비 (km/ℓ)          | 도심 11.1/고속 14.1/복합 12.2(자동 6단) | 도심 13.5/고속 16.4/복합 14.7(자동 6단) |
| Co2 배출량 (g/km)    | 142(자동 6단)                           | 133(자동 6단)                           |

#### 라인업
- LS
- LS 디럭스
- LT
- LT 디럭스(이후 LT 레더 패키지로 변경)
- LTZ
- 프리미엄
- 퍼펙트 블랙

### 더 뉴 트랙스(2016년10월~2022년10월)

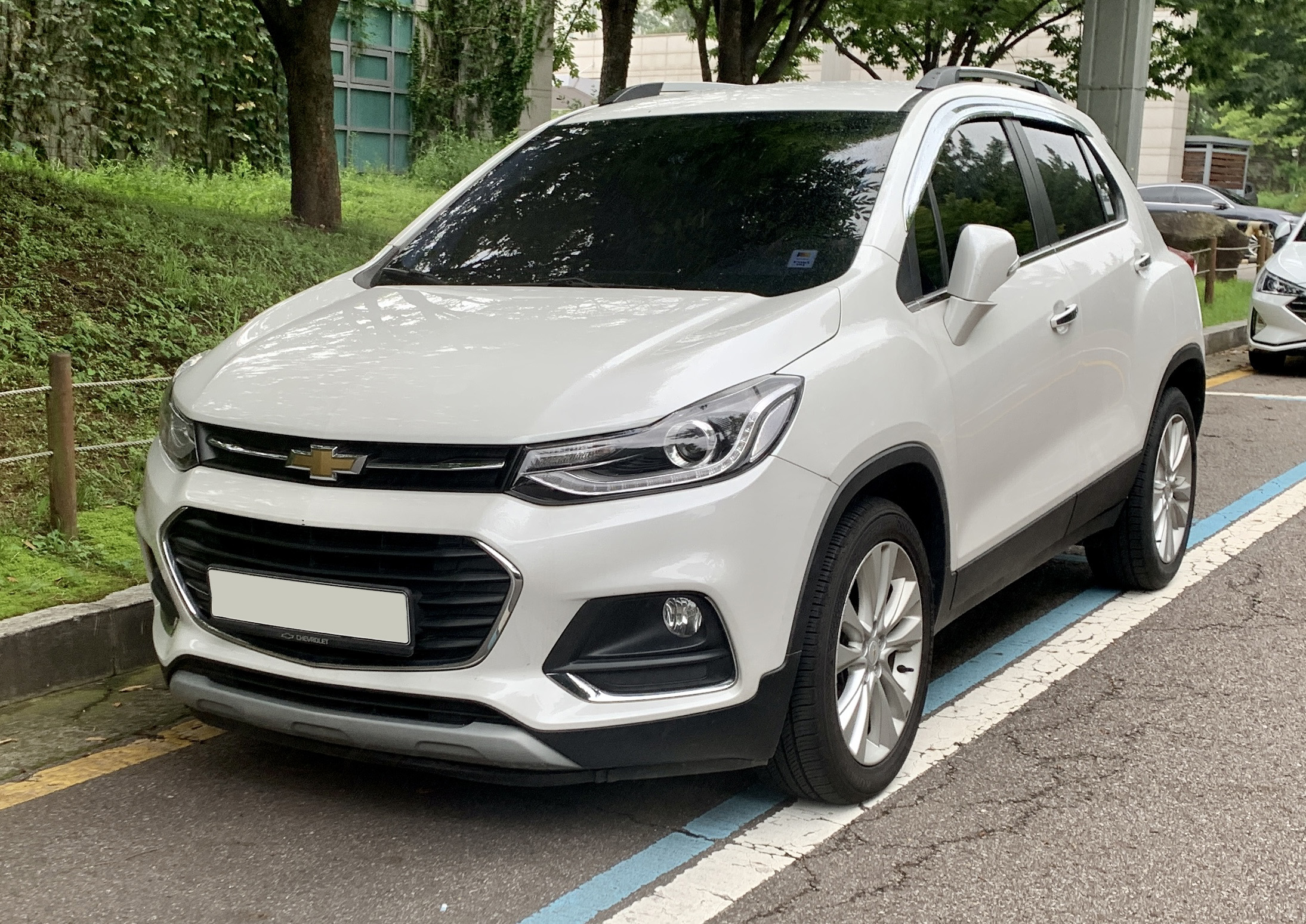
쉐보레 더 뉴 트랙스 정측면

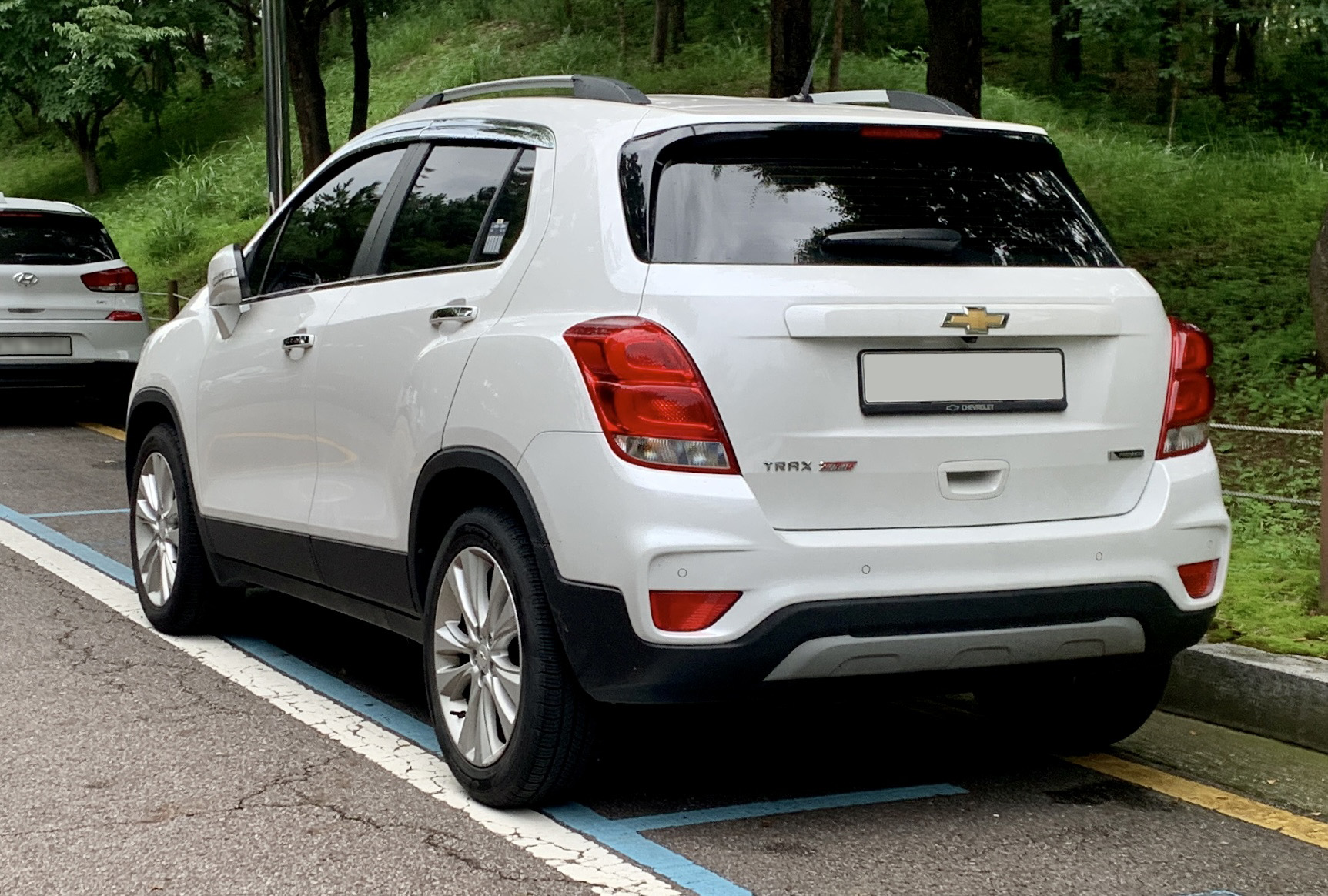
쉐보레 더 뉴 트랙스 후측면

2016년 10월 17일에 출시되었다. 페이스리프트를 거쳐 쉐보레의 새로운 패밀리 룩이 반영된 듀얼 포트 라디에이터 그릴이 적용되었고, 대시보드가 큰 폭으로 변경됨과 동시에 갈바노 크롬과 하이글로시 블랙 같은 고급 소재를 사용하여 이전에 지적되던 내장재에 대한 부분을 개선했다. 인스트루먼트 패널이 하향 조절되어 개방감을 높였고, 시인성을 높인 새로운 형상의 계기판이 적용되었다. 신규 적용된 스마트 키 시스템과 버튼 시동은 편의성을 높였다. 전방 충돌 경고 시스템, 차선 이탈 경고 시스템, 사각 지대 경고 시스템, 후측방 경고 시스템 등 최신 안전 사양도 대거 적용되었다. 하지만 대한민국 내수용에는 여전히 4륜구동이 적용되지 않는다.
2020년 1월에 트레일블레이저가 출시된 후에도 트랙스가 존치됐으나, 동년 12월부터 1.6리터 커먼레일 디젤 모델이 단종됐다.
2021년 1월에 1.4리터 가솔린 터보 엔진은 기존 140마력 MPI 터보 엔진에서 155마력 가솔린 직접분사 터보 엔진으로 교체됐다.
2022년 10월에는 말리부와 함께 부평2공장에서 단산됐다. 1세대 트랙스의 단산 이후 한국GM은 부평2공장을 폐쇄하고, 2세대 트랙스의 생산지를 창원공장으로 변경했고, 2022년 11월에 한국GM 쉐보레 홈페이지에서 트랙스가 삭제되어 판매가 중단되었다.

#### 제원
| 구분                 | 1.4ℓ 가솔린 터보 | 1.6ℓ 디젤 |
| -------------------- | --- | --- |
| 전장 (mm)            | 4,255 | 4,255 |
| 전폭 (mm)            | 1,775 | 1,775 |
| 전고 (mm)            | 1,650 1,680(루프랙 적용시) | 1,650 1,680(루프랙 적용시) |
| 축거 (mm)            | 2,555 | 2,555 |
| 윤거 (전, mm)        | 1,541 | 1,541 |
| 윤거 (후, mm)        | 1,540 | 1,540 |
| 승차 정원            | 5명 | 5명 |
| 변속기               | 수동 6단 자동 6단 | 자동 6단 |
| 서스펜션 (전/후)     | 맥퍼슨 스트럿/토션 빔 | 맥퍼슨 스트럿/토션 빔 |
| 구동 형식            | 전륜구동 | 전륜구동 |
| 엔진 형식            | K14NET | LVL |
| 연료                 | 가솔린 | 디젤 |
| 배기량 (cc)          | 1,362 | 1,598 |
| 최고 출력 (ps/rpm)   | 140/4,900 | 135/4,000 |
| 최대 토크 (kg*m/rpm) | 20.4/1,850~4,900 | 32.8/2,250 |
| 연료 탱크 용량 (ℓ)   | 53 | 52 |
| 요소수 탱크 용량 (ℓ) | - | 9.8 |
| 공차 중량 (kg)       | 1,370(자동 6단)/ 1,350(수동 6단) (이후 1,365(자동 6단)로 변경)                                                                         | 1,415(자동 6단) |
| 연비 (km/ℓ)          | 도심 11.1/고속 14.1/복합 12.2(자동 6단)/ 도심 11.1/고속 13.9/복합 12.3(수동 6단) (이후 도심 10.7/고속 13.3/복합 11.8(자동 6단)로 변경) | 도심 13.5/고속 16.4/복합 14.7(자동 6단) (이후 도심 13.5/고속 16.2/복합 14.6(자동 6단), 도심 12.7/고속 16.2/복합 14.1(자동 6단)로 변경) |
| Co2 배출량 (g/km)    | 142(자동 6단)/ 136(수동 6단) (이후 143(자동 6단)으로 변경)                                                                             | 133(자동 6단) (이후 129(자동 6단), 135(자동 6단)로 변경)                                                                               |

#### 라인업
- LS
- LS 디럭스
- LT
- LT 디럭스
- LT 코어
- LTZ(이후 프리미어로 변경)
- 퍼펙트 블랙
- 블레이드 에디션
- 레드라인 에디션

## 2세대(9BQC)

### 트랙스 크로스오버 (시커)(2022년7월~ 현재)

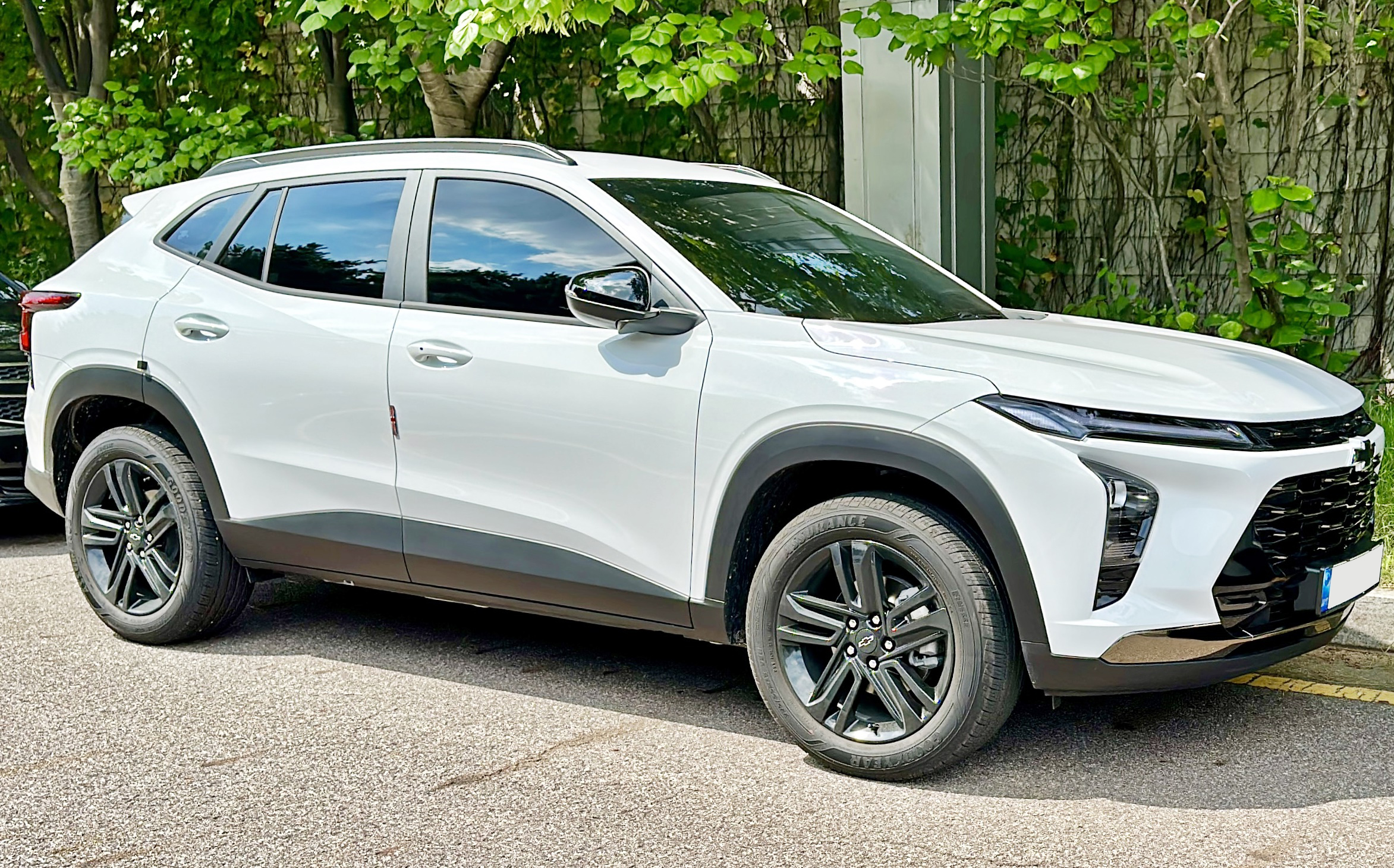
쉐보레 트랙스 크로스오버 정측면

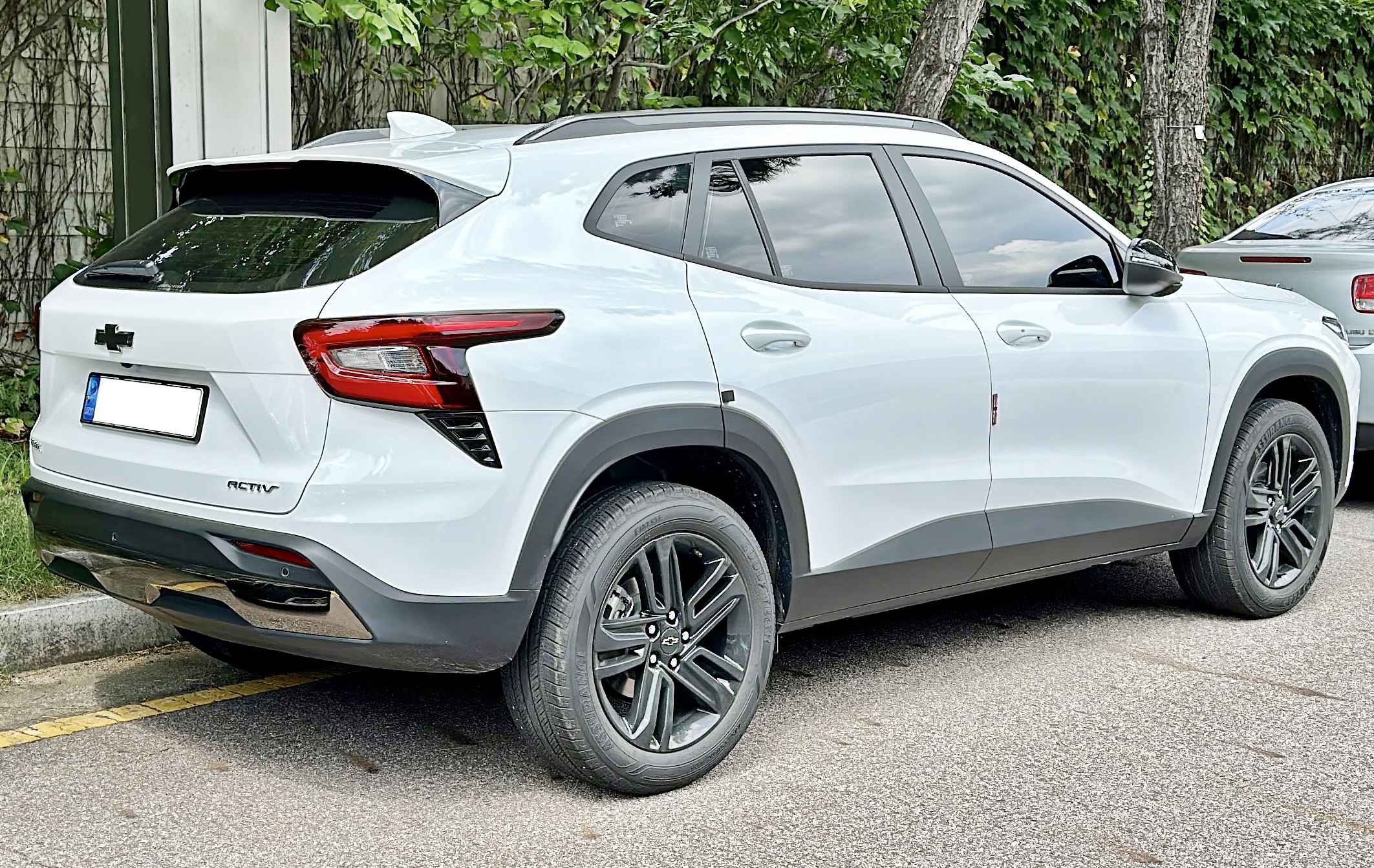
쉐보레 트랙스 크로스오버 후측면

2022년 7월에 중국에서 쉐보레 시커로 첫 공개되었다. 단, 139마력 직렬 3기통 1.2리터 가솔린 터보 엔진이 장착될 예정인 트랙스와 달리, 시커에는 1.5리터 가솔린 터보 엔진이 장착된다.
생산지를 부평2공장에서 창원공장으로 이전했다. 한국지엠은 2022년 9월 8일에 스파크를 단산시킨 후, 창원공장을 2세대 트랙스의 생산라인으로 정비했다.
이후 2023년 2월 24일부터 북미 판매분을 시작으로 양산에 들어갔으며, 대한민국 시장에는 2023년 3월 22일 킨텍스에서 신차발표회를 열고 정식 출시했다.
대한민국에는 여전히 전륜구동만 판매되며, 트레일블레이저에 장착되었던 직렬 3기통 139마력 1.2리터 가솔린 터보 엔진을 이용한다. 자동변속기는 트레일블레이저와 달리 6단을 이용한다. 대한민국 복합연비는 12.0~12.7km/L다.

## 경쟁 차종
- 현대자동차 - 코나
- 기아자동차 - 니로
- KGM - 티볼리
- 르노코리아자동차 - XM3
- 지프 - 레니게이드
- 시트로엥 - C3 에어크로스, C4 칵투스
- 푸조 - 2008

## 같이 보기
- 쉐보레 아베오
- 쉐보레 시커
- 쉐보레 트레일블레이저